# 안태준 (정치인)
안태준(安泰俊, 1969년 12월 3일~)은 대한민국의 정치인이다. 제22대 국회의원이다.
제22대 국회의원 선거를 앞두고 광주시 을 선거구에 출마를 선언했으며 더불어민주당 경선에서 승리를 거두면서 공천되었다. 본 선거 결과 55.06%의 득표율을 기록하면서 제22대 국회의원으로 당선되었다.

## 학력
- 상산고등학교 졸업
- 고려대학교 문과대학 불어불문학 학사

## 경력
- 문학진 국회의원 보좌관
- 제17대 대통령 선거 대통합민주신당 정동영 대통령 후보 대선캠프 총무본부 부실장
- 김민기 국회의원 보좌관
- 제18대 대통령 선거 민주통합당 문재인 대통령 후보 경기도선대위 대변인
- 제18대 대통령 선거 민주통합당 문재인 대통령 후보 중앙선대위 지역산업발전협력위 위원장
- 성남산업진흥재단 이사
- (재)한국교육문화재단 부이사장
- (주)도시경영정책연구법인 책임연구원
- (주)하남마블링시티 대표이사
- 경기주택도시공사 북부본부 본부장
- 경기주택도시공사 균형발전위원장
- 경기주택도시공사 부사장
- 경기주택도시공사 균형발전위원회 위원장
- 경기주택도시공사 사장 직무대행
- 한국공학대학교 특임교수
- 더불어민주당 이재명 대표 정무특보
- 2024년 3월~2024년 6월: 더불어민주당 중앙당 대변인
- 2024년 4월 10일 대한민국 제22대 국회의원 선거 당선(경기 광주시 을, 더불어민주당, 초선)
- 2024년 5월~: 더불어민주당 경기도당 광주시 을 지역위원회 위원장
- 2024년 5월~2025년 6월: 더불어민주당 원내부대표
- 2024년 8월~: 더불어민주당 경기도당 수석부위원장
- 2024년 11월~2025년 8월: 더불어민주당 이재명 대표 정무특보단 정무특보
- 2025년 3월~: 더불어민주당 경기도당 기본사회위원회 수석부위원장

### 의정 활동
- 2024년 5월 30일~: 제22대 국회의원(경기 광주시 을, 더불어민주당, 초선)
  - 2024년 6월~: 제22대 국회 전반기 국토교통위원회 위원

## 역대 선거 결과
| 실시년도 | 선거   | 대수 | 직책     | 선거구         | 정당         | 득표수   | 득표율          | 순위 | 당락 | 비고 |
| -------- | ------ | ---- | -------- | -------------- | ------------ | -------- | --------------- | ---- | ---- | ---- |
| 2024년   | 총선   | 22대 | 국회의원 | 경기 광주시 을 | 더불어민주당 | 57,935표 | \| \| 55.06% \| | 1위  |      | 초선 |
|          | 55.06% |      |          |                |              |          |                 |      |      |      |

## 소속 정당
| 소속 정당 | 소속 정당      | 소속 기간 | 비고      |
| --------- | -------------- | --------- | --------- |
|           | 열린우리당     | 2004~2007 | 정계 입문 |
|           | 대통합민주신당 | 2007~2008 | 합당      |
|           | 통합민주당     | 2008      | 합당      |
|           | 민주당         | 2008~2011 | 당명 변경 |
|           | 민주통합당     | 2011~2013 | 합당      |
|           | 민주당         | 2013~2014 | 당명 변경 |
|           | 새정치민주연합 | 2014~2015 | 합당      |
|           | 더불어민주당   | 2015~현재 | 당명 변경 |

## 같이 보기
- 경기 광주시의 국회의원
- 광주시 을